# Lukáš Konecný
Lukáš Konečný (Brno, 19 luglio 1978) è un ex pugile ceco.

## Palmarès

### Mondiali dilettanti
- 2 medaglie:
  - 2 bronzi (Budapest 1997 nei pesi superleggeri; Houston 1999 nei pesi superleggeri)